# Red Hot Catholic Love
Red Hot Catholic Love is aflevering 87 (#608) van de animatieserie South Park. In Amerika werd de aflevering voor het eerst uitgezonden op 3 juli 2002.
In een ranglijst, 10 South Parks that Changed the World, eindigde deze aflevering als tweede.

## Plot
Priester Maxi vertelt de ouderen van de hoofdpersonages over een speciale boottocht, die de kinderen met de priesters zouden kunnen maken. Randy krijgt een angstaanjagende dagdroom over een Love Boat met priesters en jongetjes en wijst het plan direct af. De ouders zijn het hiermee eens en laten de psychiater met de kinderen praten om uit te vinden of Maxi, of een van de andere priesters, zich schuldig heeft gemaakt aan kindermisbruik.
De vrouw vraagt aan de jongens of Maxi "ooit heeft geprobeerd iets in hun kont te stoppen". De jongens snappen hier niks van en vragen zich af wat ze bedoelde. Dan suggereert Cartman dat ze misschien bedoelde dat als je eten in je achterwerk stopt, je door je mond zal poepen. De anderen vinden het idee belachelijk en Kyle verwedt er 20 dollar om met Cartman. Onder het oog van veel andere kinderen lukt het Cartman tot ieders verbazing.
Alle ouders worden ondertussen atheïsten, uit protest tegen het kindermisbruik. Maxi is verbaasd over het wantrouwen tegen hem en ontdekt dat de ouders bang zijn voor kindermisbruik. Hij wil dit stoppen maar ontdekt dat alle andere priesters het wel doen en hem vierkant uitlachen. Ze mogen immers geen seks met vrouwen hebben dus vergrijpen ze zich aan jongetjes. En de regels kunnen niet worden veranderd. Maxi vindt dit belachelijk en reist naar het Vaticaan. Zelfs in het Vaticaan wordt Maxi niet serieus genomen. Daarom gaat hij op zoek naar het Heilige Document, want als hij dat vindt, mag hij het aanpassen. De priesters misbruiken immers kinderen omdat ze geen seks mogen hebben met vrouwen, dus wil Maxi het Document aanpassen zodat de regels van de Kerk dit wel toestaan en de priesters geen kinderen meer misbruiken.
Ondertussen heeft het nieuws over Cartmans "prestatie" zich verspreid. Heel Amerika gaat nu met de kont eten en door de mond poepen, en Cartman krijgt een medaille. Cartman probeert Kyle te intimideren met diens nederlaag in de weddenschap en zwemt in zijn geld, dat hij heeft omgewisseld voor kwartjes. Als Kyle uiteindelijk zijn nederlaag toegeeft en zijn vriend feliciteert, vindt Cartman er plots niets meer aan en loopt hij kwaad weg.
Maxi vindt het document, maar dan verschijnt de Queen Spider. Deze vindt dat het Heilige Document niet aangepast mag worden. Daarop scheurt Maxi het in tweeën en als gevolg daarvan stort het gebouw in elkaar. In de ruïnes van het gebouw leert Maxi dat men niet alle lessen uit de Bijbel niet geheel letterlijk moet leren nemen en vertelt hij dat het geloof niet om heilige spinnen en dergelijke draait. De ouders zien dit op televisie en besluiten te stoppen met uit hun mond te poepen en gaan voortaan weer naar de kerk.
Tien favoriete afleveringen geselecteerd door Matt Stone en Trey Parker:
Stupid Spoiled Whore Video Playset · The Return of the Fellowship of the Ring to the Two Towers · Best Friends Forever · Good Times with Weapons · Casa Bonita · AWESOM-O · Trapped in the Closet · Towelie · Red Hot Catholic Love · Scott Tenorman Must Die

Vier favoriete afleveringen geselecteerd door de fans:
It Hits the Fan · Timmy 2000 · Fat Butt and Pancake Head · The Death Camp of Tolerance

Speciaal bijgevoegd: The Spirit of Christmas (kort geanimeerd)
De 25 beste afleveringen van Eric Cartman door stemming op de website van Comedy Central. Deze afleveringen werden van 14 tot 16 oktober 2005 getoond van nummer 25 naar nummer 1 (de populairste).

Red Hot Catholic Love (25) · The Succubus (24) · Cartman Joins NAMBLA (23) · Simpsons Already Did It (22) · Cartmanland (21) · The Red Badge of Gayness (20) · Spontaneous Combustion (19) · Red Sleigh Down (18) · Freak Strike (17) · Casa Bonita (16) · The Jeffersons (15) · Starvin' Marvin (14) · The Passion of the Jew (13) · Weight Gain 4000 (12) · Cow Days (11) · The Death of Eric Cartman (10) · Cartman's Mom is a Dirty Slut (9) · Fat Butt and Pancake Head (8) · AWESOM-O (7) · Christian Rock Hard (6) · Pinkeye (5) · Die Hippie, Die (4) · Up the Down Steroid (3) · Cartman Gets an Anal Probe (2) · Scott Tenorman Must Die (1)